# Isopogon fletcheri
Isopogon fletcheri är en tvåhjärtbladig växtart som beskrevs av F. Müll.. Isopogon fletcheri ingår i släktet Isopogon och familjen Proteaceae. Inga underarter finns listade i Catalogue of Life.